# Parque Rita Lee
Parque Rita Lee é um parque de 136 mil metros quadrados situado dentro do Parque Olímpico do Rio de Janeiro, no bairro da Barra Olímpica, na Zona Oeste do Rio de Janeiro. Foi inaugurado em 12 de maio de 2024 e é nomeado em homenagem a cantora, compositora e multi-instrumentista — entre outras — Rita Lee, morta em 8 de maio de 2023.

## Infraestrutura
O parque fica dentro da área do Parque Olímpico do Rio de Janeiro, ocupa uma área de 136 mil metros quadrados e possui:
- Pistas de skate (skatepark)
- Muro de escalada com 120 m²
- Quadras poliesportivas
- Área com brinquedos para crianças
- Bosque com 200 árvores
- Academia da terceira idade
- Banheiros públicos
- Bicicletário
- Praça molhada, com 2.600 m² e 47 estruturas metálicas, que simulam árvores, de ondem saem 190 esguichos de água tratada

Segundo a Prefeitura do Rio de Janeiro, foram investidos 36 milhões de reais na construção do parque.
| “                                                                        | Estou muito feliz de deixar esse legado incrível para a população, um espaço que foi pensado desde o início das Olimpíadas. Esses parques urbanos de uso intensivo são muito importantes. | ” |
| — Prefeito Eduardo Paes, em entrevista, durante a inauguração do parque, | |   |